# لوتونتيك (صحيفة)
لوتونتيك (بالفرنسية: L'Authentique)‏ وتعني الحقيقي هي يومية جزائرية تصدر باللغة الفرنسية.

## وصلات خارجية
- الموقع الرسمي لجريدة لوتونتيك